# 손지창
손지창(1970년 2월 20일 ~ )은 대한민국의 배우 겸 가수, 사업가이다.

## 활동
손지창은 1989년 KBS 특채 탤런트 출신이다.
1991년 드라마 《무동이네 집》에 출연하며 스타덤에 올랐고, 1991년 작곡가 유정연에게 발탁되어 가수 데뷔를 준비했다.
1992년에 "내가 너를 느끼듯이", "혼자만의 비밀", "보물", 작사 유정연 작곡 손지창이 앨범에서 작편곡은 유정연과 작사는 손지창이 모두 했다.(김경호곡 "세상 모든이에게" 제외) 해당 음반을 발표하여 가요차트 상위권에 오르는 등 그 당시 가수로서 많은 인기를 끌었다.
1998년에는 드라마 《일요일은 참으세요》에서 공연한 배우 오연수와 결혼하여 현재 슬하에 2남을 두었으며, 2004년 드라마 《영웅시대》를 끝으로 배우활동은 접고, 기업 홍보 대행 사업을 하는 등 사업가로 활동을 넓혔다.
2004년에는 가수 이장우와 피닉스를 결성하여 활동했다. 2009년 5월엔 가수 겸 배우 김민종과 90년대에 큰 인기를 끌었던 더 블루(The Blue)를 재결성했다.

## 가정사
호적이 꼬였다. 원래대로 이름을 지었더라면 임지창이 되었어야 하지만 손지창이 혼외 자식으로 태어난 탓에 아버지의 호적에 올리지 못했으며 손씨는 이모부의 성씨이다. 결국 이모부의 양자로 들어갔고 그래서 손지창이 된 것이다.
이런 가정사로 인해 병역은 불분명한 호적 사유로 면제 되었다. 대한민국의 병역 제도는 호적을 매우 중요하게 여기기 때문에 호적이 이상하면 현역으로는 복무할 수 없으며 상근예비역으로 복무하거나 면제되며 또한 장교를 지원하게 되면 정상적인 호적을 가진 것을 전제로 해서 8촌 이내의 상위 촌수의 친척 중 2명이 신원보증을 서야 가능하다. 따라서 손지창은 단순한 병역 면제가 아니라 장교 지원 역시 불가능하다.

## 출연작

### 드라마, 영화
- 2004년 MBC 《영웅시대》 ... 국철규 청년 시절 역
- 2003년 KBS 《장미 울타리》 ... 남건우 역
- 2002년 MBC 《삼총사》 ... 장범수 역
- 2002년 MBC 《선물》 ... 경식 역
- 2001년 SBS 《소문난 여자》 ... 정병훈 역
- 2000년 MBC 《진실》 ... 박승재 역
- 1999년 SBS 《젊은 태양》 ... 박민 역
- 1998년 MBC 《MBC 베스트극장 - 머피의 법칙》
- 1998년 MBC 《사랑밖엔 난 몰라》 ... 백봉구 역
- 1997년 KBS 《끝의 시작》
- 1997년 MBC 《예감》 ... 최경민 역
- 1996년 SBS 《행복의 시작》 ... 최명규 역
- 1996년 MBC 《1.5》 ... 임석현 역
- 1994년 MBC 《여울목》 ... 서지훈 역
- 1994년 KBS 《느낌》 ... 한빈 역
- 1994년 MBC 《마지막 승부》 ... 이동민 역
- 1993년 KBS 《일요일은 참으세요》 ... 백현우 역
- 1993년 MBC 《걸어서 하늘까지》 ... 구연수 역
- 1992년 SBS 《금잔화》 ... 차송주 역
- 1992년 MBC 4일 간의 사랑 ... 김기정 역
- 1992년 MBC 《억새 바람》 ... 이진수 역
- 1992년 영화 《복수혈전》 ... 준혁 역 (우정출연)
- 1991년 KBS 《하늬바람》
- 1991년 MBC 《무동이네 집》
- 1990년 KBS 《사랑이 꽃피는 나무》

### CF
- 1989년 오리엔트시계 샤갈 엑스트라
- 1989년 보령제약 겔포스
- 1989년 일화 씨타임
- 1990년 일화 텐타임
- 1990년 이랜드
- 1990년 롯데제과 롯데껌
- 1990년 형지엘리트 엘리트
- 1991년 오리온 투유초콜릿
- 1991년 피죤 듀에나무스스프레이
- 1992년 해태HTB 매실맛사이다 쎄시봉 써니텐 후레쉬 100 썬키스트무가당훼미리쥬스
- 1992년 오리온 닥터유 다이제 초코후레이키
- 1992년 한미약품 텐텐
- 1992년 오리온 브라우닝
- 1993년 LG전자 미니스타
- 1993년 광동제약 썬키스트 훼미리쥬스
- 1992년~1993년 빙그레 컵스컵스 아이스볼 오렌지아이스 빵또아
- 1994년 해태제과식품 후레쉬메론바 (with 장동건, 이종원, 심은하)
- 1994년 뱅뱅어패럴 에드윈
- 1994년 크라운제과 초코하임
- 1999년 삼성전자 손빨래 세탁기 수중강타 파워드럼 김치독 다맛 쎈청소기먼지따로
- 1999년 아모레퍼시픽 메디덴트토탈
- 2001년 하늘교육
- 2002년 예신퍼슨스 maru,I
- 2003년 ~ 2005년 대웅제약 복합우루사
- 2014년 응답하라 1994 드라마 콘서트 경희대학교 평화의 전당
- 2016년 초이락컨텐츠팩토리 기업PR - 이의정과 함께 출연
- 2022년 꾸띄르 헤어 원스텝 컬러체인지 블랙 샴푸 (with 김민종, 이연수)

### 방송
- 2013년 tvN 《백지연의 피플인사이드》
- 2016년 JTBC 《슈가맨》
- 2017년 KBS 《불후의 명곡 - 전설을 노래하다 더블루편》
- 2017년 SBS 《미운 우리 새끼》
- 2020년 SBS 《진짜 농구, 핸섬타이거즈》
- 2021년 TVN Story 《불꽃미남》
- 2021년 SBS 《동상이몽 2》
- 2023년 SBS 《동상이몽 2》

## 음반
- 손지창 1집 - 내가 너를 느끼듯이, 혼자만의 비밀(1992.05.31)
- SBS드라마 《금잔화》 OST - 서랍속의 묵은 장미 향기
- 더 블루 1집 - 너만을 느끼며 (1992년)
- 손지창 2집 - 시련 (1993년 8월 31일)
- 손지창 싱글 - 사랑하고 있다는 걸 (1993년 11월 30일) (MBC 미니시리즈 "마지막 승부" 삽입곡)
- KBS 드라마 '느낌' OST  "그대와 함께" (1994년)
- 더 블루 2집 The Blue (1995년)
- 손지창 3집 Love Story (손지창의 음반)(1996년 11월 30일)
- 한국영화 《선생김봉두》 OST - 보물
- hoenix Project Album (손지창&이장우 피닉스 프로젝트 앨범)(2004년)
- 더 블루 -The Blue, The First Memories: 미니앨범 (2009년)
- 싱글앨범 over the sky (with 김원준) (2021년)

## 경력 내역
- (주)Venica 대표이사 사장(2000년 ~ 2014년)[1]
- 싱가포르 명예관광 홍보대사(1998년)
- 연예인농구팀 "피닉스" 멤버(1994년 ~ )

## 수상 및 후보
| 연도 | 시상식              | 부문                  | 작품              | 결과 |
| ---- | ------------------- | --------------------- | ----------------- | ---- |
| 1993 | 제29회 백상예술대상 | TV부문 남자신인연기상 | 억새 바람         | 수상 |
| 1993 | KBS 연기대상        | 인기상                | 일요일은 참으세요 | 수상 |
| 1993 | KBS 연기대상        | 남자 우수연기상       | 일요일은 참으세요 | 후보 |

### 가요 프로그램 1위
| 연도           | 수상 내역(총 22회) |
| -------------- | --- |
| 1993년(총11회) | - 너만을 느끼며 - 1월 8일 MBC 《여러분의인기가요》 1위 - 1월 10일 SBS 《인기가요》 1위 - 1월 15일 MBC 《여러분의인기가요》 1위 - 1월 17일 SBS 《인기가요》 1위 - 1월 22일 MBC 《여러분의인기가요》 1위 - 1월 24일 SBS 《인기가요》 1위 - 1월 29일 MBC 《여러분의인기가요》 1위 - 1월 31일 SBS 《인기가요》 1위 - 2월 5일 MBC 《여러분의인기가요》 1위 (5주 연속) - 2월 7일 SBS 《인기가요》 1위 - 2월 14일 SBS 《인기가요》 1위 (6주 연속) |
| 1994년(총 8회) | - 사랑하고 있다는 걸 - 6월 12일 SBS 《TV가요20》 1위 - 6월 19일 SBS 《TV가요20》 1위(2주 연속) - 그대와 함께 - 10월 19일 KBS 《가요톱텐》 1위 - 10월 23일 SBS 《TV가요20》 1위 - 10월 26일 KBS 《가요톱텐》 1위 - 10월 30일 SBS 《TV가요20》 1위 - 11월 2일 KBS 《가요톱텐》 1위 (3주 연속) - 11월 6일 SBS 《TV가요20》 1위 (3주 연속) |
| 1995년(총 3회) | - 친구를 위해 - 10월 1일 SBS 《TV가요20》 1위 - 10월 8일 SBS 《TV가요20》 1위 (2주 연속) - 10월 13일 MBC 《인기가요베스트50》 1위 |